# Płaszcz (ubranie)

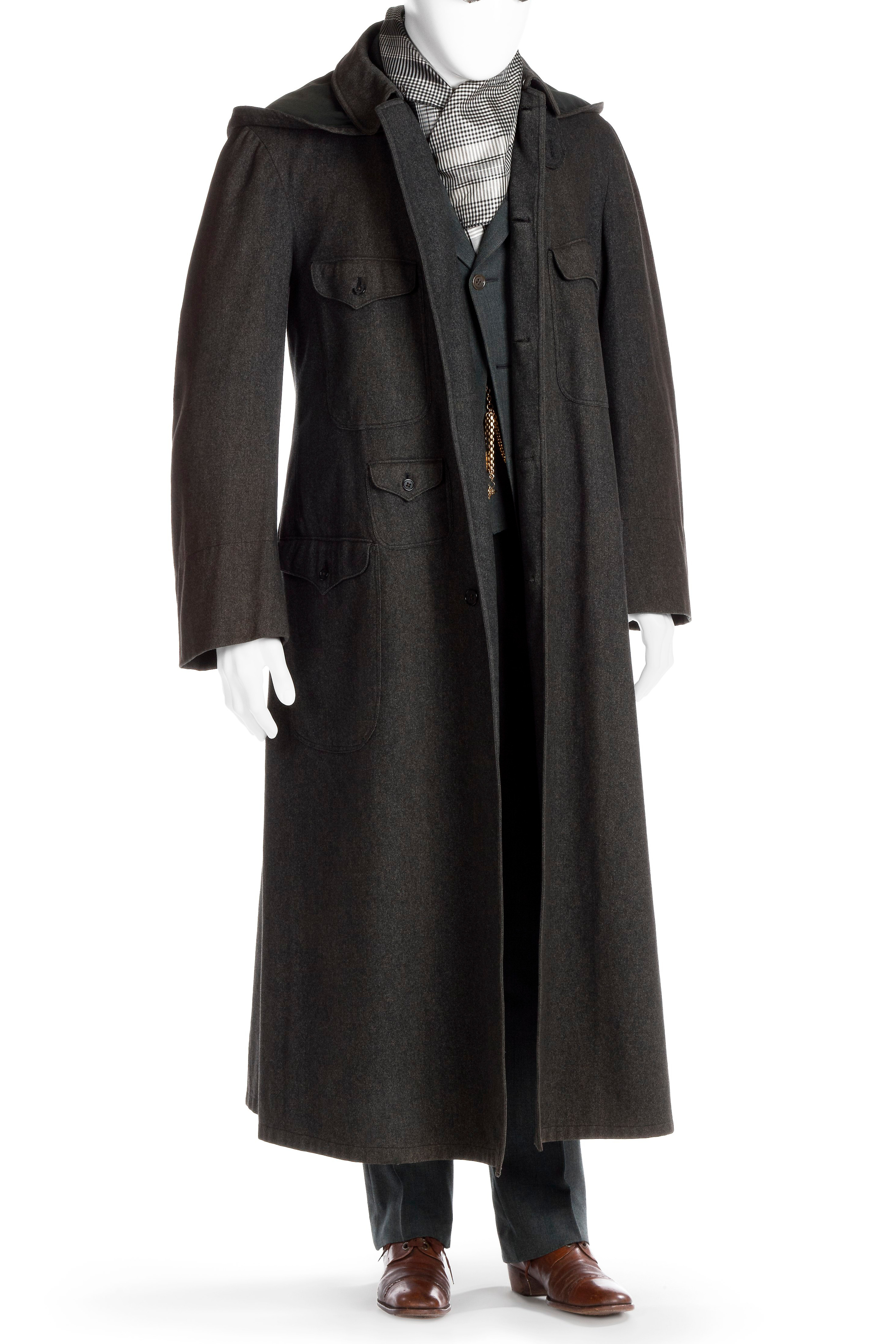
Płaszcz męski

Płaszcz – rodzaj wierzchniego okrycia noszonego przez mężczyzn i kobiety dla ochrony przed zimnem, wiatrem, deszczem.

## Niektóre rodzaje płaszcza

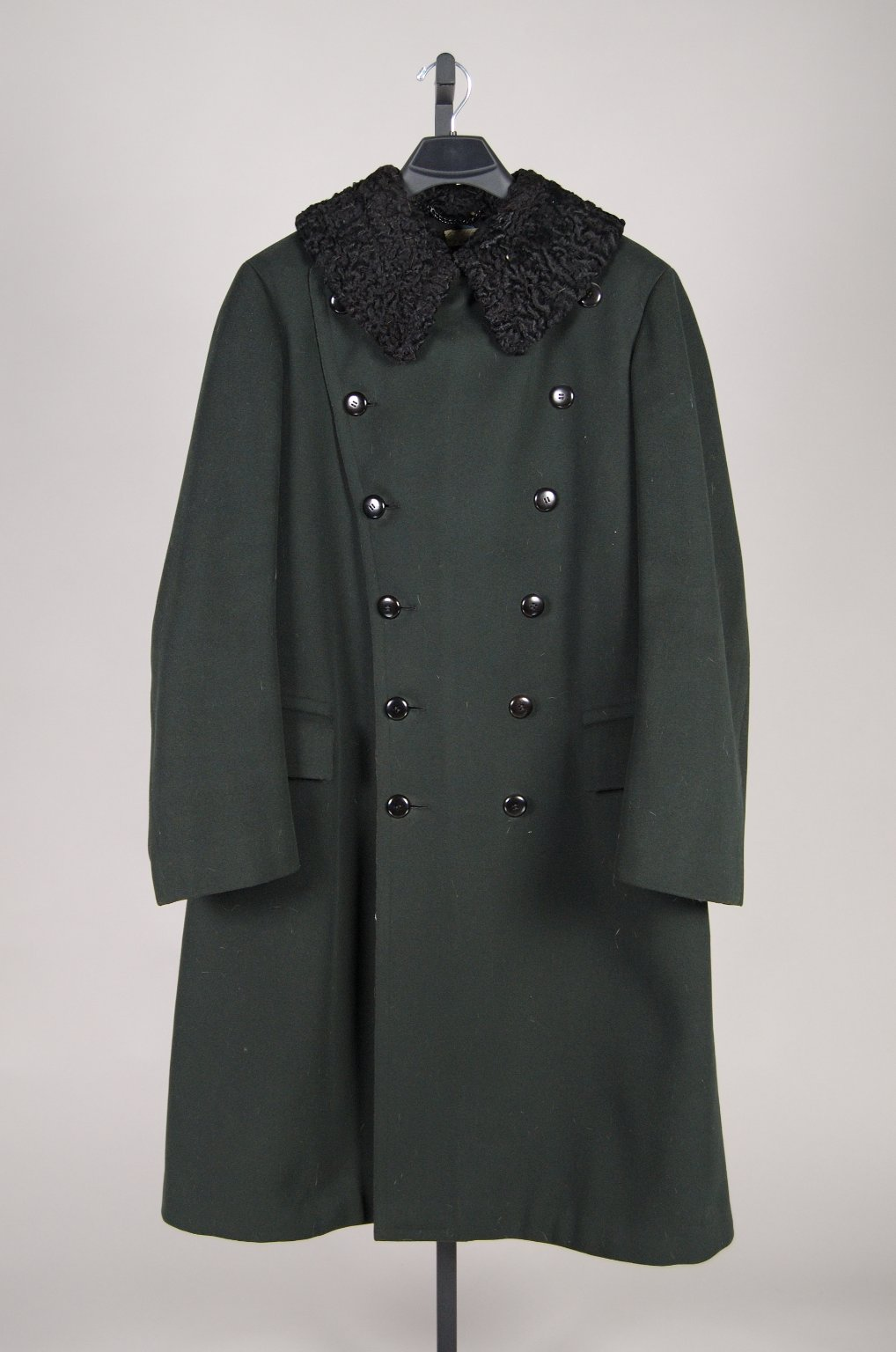
Szynel

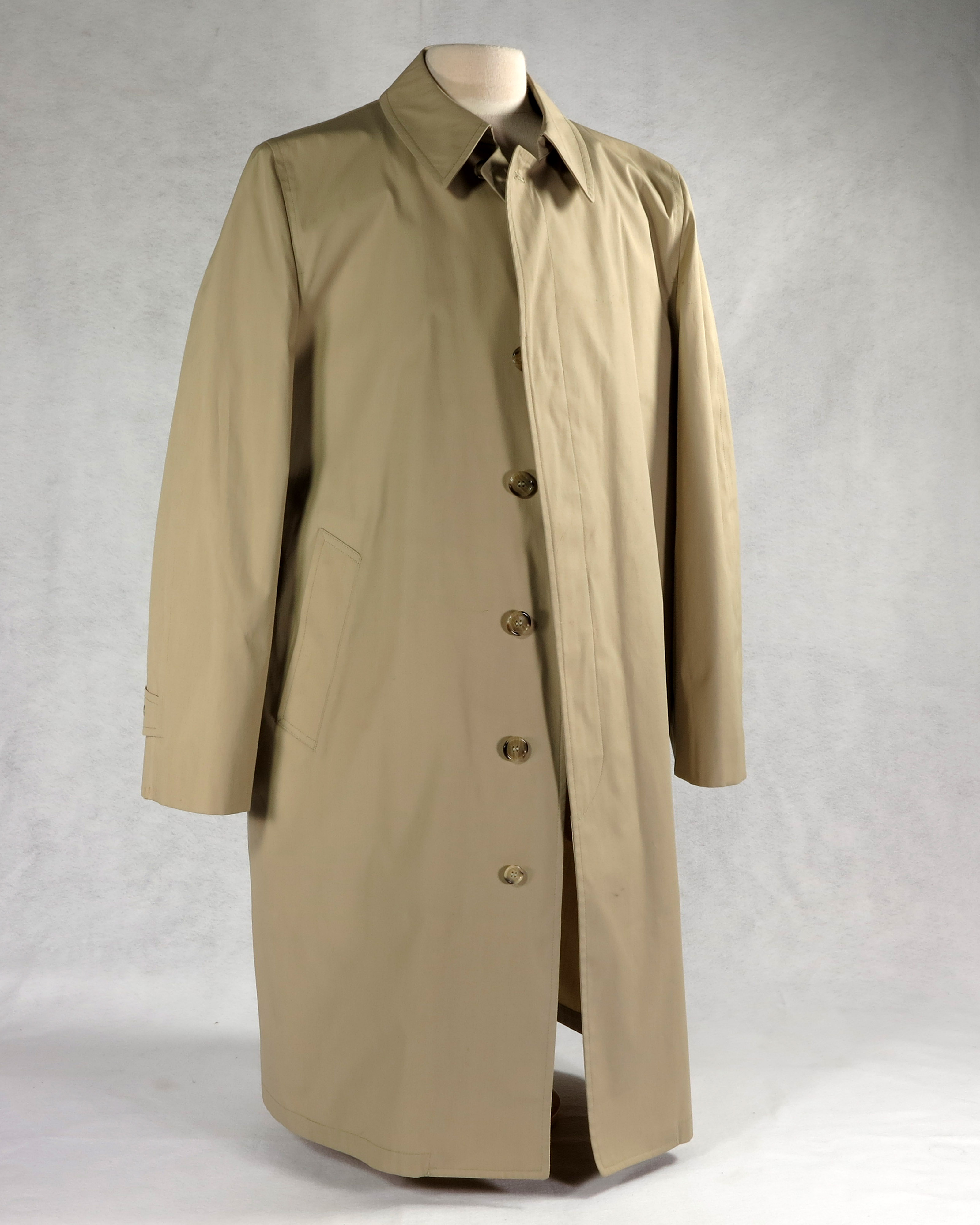
Prochowiec

### Specjalne
- płaszcz przeciwdeszczowy, płaszcz nieprzemakalny
  - wincerada – płaszcz nieprzemakalny noszony przez marynarzy
- płaszcz kąpielowy
- kukulla – płaszcz zakonny używany m.in. przez cystersów i benedyktynów
- domino – obszerny płaszcz z kapturem noszony jako strój maskaradowy

### Regionalne
- szynel – gruby, dopasowany do figury płaszcz noszony przez wojskowych i urzędników (Rosja, Prusy)
- karmaniola – krótki płaszcz z dużym kołnierzem pochodzący z Piemontu
- almawiwa – hiszpański płaszcz kolisty z XVIII wieku
- burnus – obszerne, długie okrycie z kapturem, bez rękawów, noszone przez Arabów
- chałat – obszerny płaszcz noszony przez ludy wschodnie
- parandża – płaszcz noszony przez kobiety muzułmańskie w Afganistanie, długi, szczelnie okrywający ciało

### Starożytne
- chlajna (Grecja) – okrycie z prostokątnego płata tkaniny, spinanego na piersiach lub na prawym ramieniu
- paludamentum, paludament (Rzym) – długi płaszcz żołnierski
- sagum (Rzym) – krótki płaszcz, rodzaj narzutki przytrzymywany zapinką na ramionach
- paenula (Rzym) – rodzaj przeciwdeszczowej peleryny podróżnej (żołnierskiej)
- lacerna – rzymska krótka peleryna z kapturem
- pallium (Rzym) – płaszcz typu greckiego, odpowiednik himationu

### Dawne
- pudermantel – letni płaszcz podróżny noszony dla ochrony przed kurzem
- redingot – płaszcz z pelerynką i wysokim kołnierzem używany do jazdy konnej lub w podróży (ang. ridingcoat)
- hawelok – płaszcz bez rękawów z otworami na ręce pod peleryną
- rotunda – długi płaszcz damski, o kolistym obwodzie, z rozcięciami zamiast rękawów
- sakpalto – lekki płaszcz męski
- paletot – dawniej luźny płaszcz męski narzucany na kamizelkę
- salopa – luźny płaszcz kobiecy z kapturem z XVIII-XIX w.
- algierka – męski płaszcz futrzany
- makintosz – długi płaszcz przeciwdeszczowy z pelerynką z XIX w.
- raglan – XIX-wieczny płaszcz o specyficznym kroju (układzie szwów)
- opończa – szeroki płaszcz z kapturem, bez rękawów
- ferezja – obszerny paradny płaszcz z sukna, zwykle podbity futrem
- kiereja – zastępujący ferezję płaszcz bez futra
- szuba – gruby płaszcz podszyty futrem
- bekiesza – obszerny zimowy płaszcz podszyty futrem (węgierka)
- kopieniak – luźne skrócone okrycie wierzchnie z XVI-XVII w.
- siermięga – typowy dla chłopstwa płaszcz z grubego samodziału

### Współczesne
- trencz[2] – płaszcz dwurzędowy, dopasowany do figury, ściągnięty szerokim pasem
- prochowiec – płaszcz z cienkiej tkaniny, noszony dla ochrony przed kurzem
- bosmanka[3] – krótki płaszcz dwurzędowy, z szerokim kołnierzem
- burberry – płaszcz z tkaniny o skośnym splocie
- dyplomatka (chesterfield) – płaszcz z długimi, wąskimi klapami, bez paska
- jesionka – płaszcz ocieplony, jesienno-wiosenny
- palto – płaszcz zimowy
- pelisa – kobiecy płaszcz na futrze
- płaszcz ortalionowy – lekki płaszcz nieprzemakalny kroju włoskiego